# Церемониальный бронзовый топор (Индонезия)

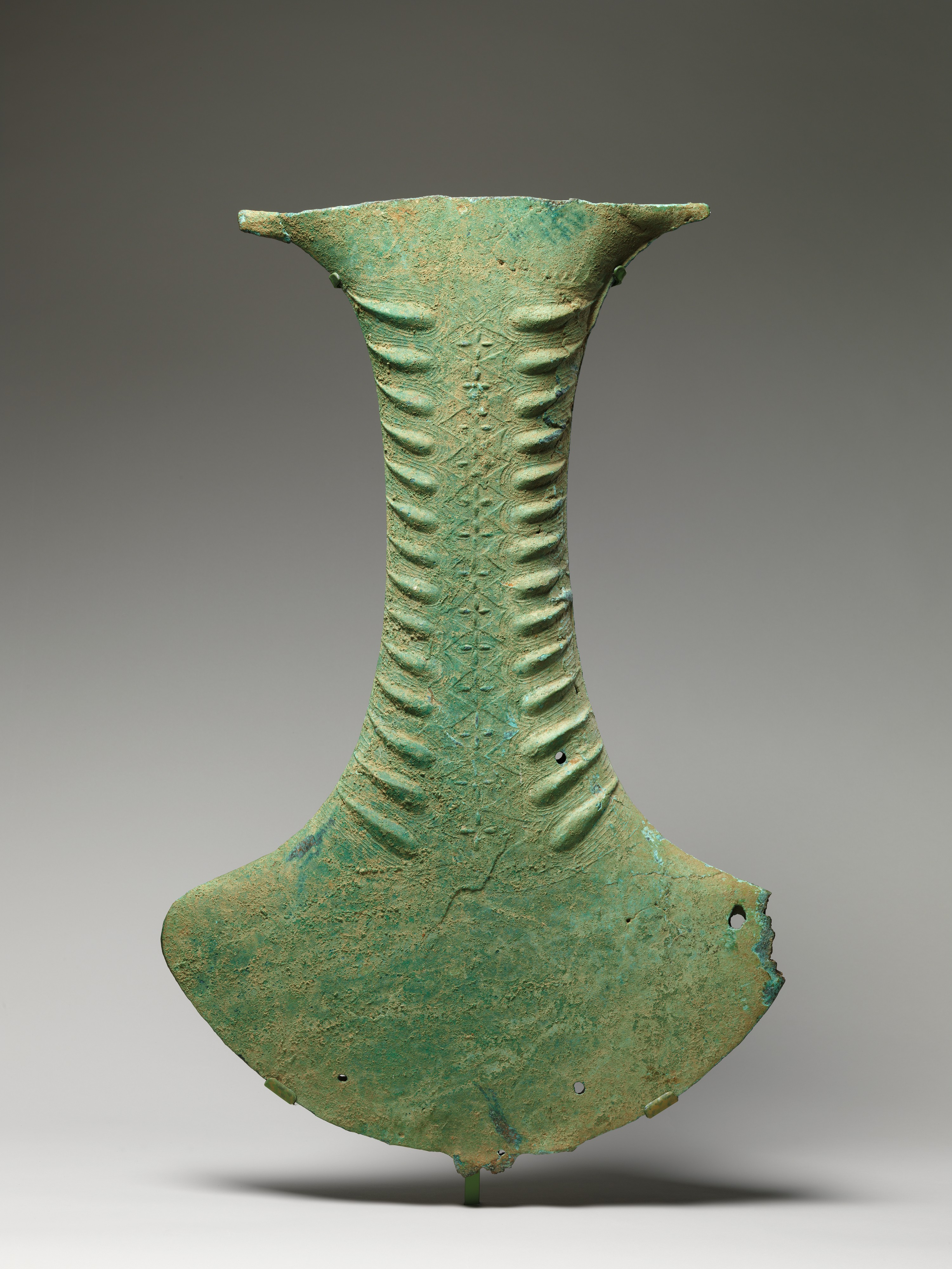
Сулавеси, 100 г. до н. э. — 300 г.

Индонезийский церемониальный бронзовый топор — бронзовые предметы, созданные на территории современной Индонезии в период бронзового века. Церемониальные бронзовые топоры были найдены во время раскопок на Яве, Бали, Сулавеси, ряде островов к востоку от последнего, а также на берегах озера Сентани в Папуа. Все находки были сделаны либо в центрах добычи и обработки бронзы, либо в захоронениях. Они являются свидетельством обширной торговой сети на островах архипелага в I тысячелетии н. э., так как археологи связывают бронзовые топоры с культурой Донгшон.

## Бронзовый век в Индонезии
Само название бронзовый век не описывает какой-либо хронологический период, а отмечает определённый этап технологического развития культуры. В Индокитае бронзовый век начался около 600 г. до н. э., в то время как данная технология стала известна в Индонезии на несколько веков позже. Старейший бронзовый артефакт, найденный в Индонезии, относится к 300 г. до н. э. и был скорее всего изготовлен в континентальной части Юго-Восточной Азии.
Бронзовые объекты, найденные в Юго-Восточной Азии, включая Индонезию, производились из сплава, содержащего ок. 75 % меди. Некоторые исследователи предполагают, что первые бронзовые объекты были импортированы в Индонезию с континента, затем некоторые из них (например, сломанные) переплавлялись, и только позже индонезийцы научились сами добывать и выплавлять бронзу.
Индонезийцы познакомились с технологией обработки бронзы, когда та уже была на конечной стадии. Так бронзовые топоры, которые были найдены в Индонезии, имеют отверстие для топорища (ср. с каменными топорами, которые либо привязывались к рукоятке, либо вставлялись в выдолбленное отверстие в топорище). Развитие формы топора от каменного без отверстия для крепления до бронзового с отверстием произошло за пределами Индонезии, а новые формы были импортированы вместе с технологией. Предположительно технология обработки бронзы была импортирована из культуры Донгшон.

## Форма
Топоры различаются по форме и размерам, но большая часть найденных топоров были асимметричны. Общими чертами найденных объектов являются искусные тонкие узоры и красивая отделка. Лезвие как правило слишком тонкое и хрупкое, а сам топор слишком большой, что совместно с богатым декором указывает на церемониальную функцию предметов.
На некоторых бронзовых барабанах Индокитая можно встретить изображение топоров, которые несут воины, богато украшенные перьями. Также на территории Индокитая встречаются находки бронзовых топоров, напоминающие индонезийские. Их форма тоже отличается асимметрией: один край топора обычно сильно выдается в сторону. Топоры Индокитая украшены узорами, повторяющими изображения на бронзовых барабанах (например, люди с головными уборами из перьев). При этом подобные мотивы часто встречаются на бронзовых барабанах по всей Юго-Восточной Азии и в том числе на территории Индонезии. Возможно, что бронзовые топоры Индокитая были предшественниками индонезийских.

## Галерея

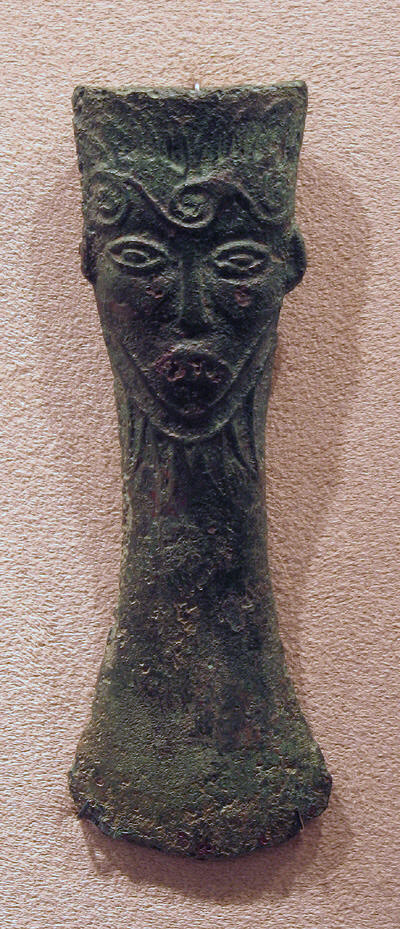
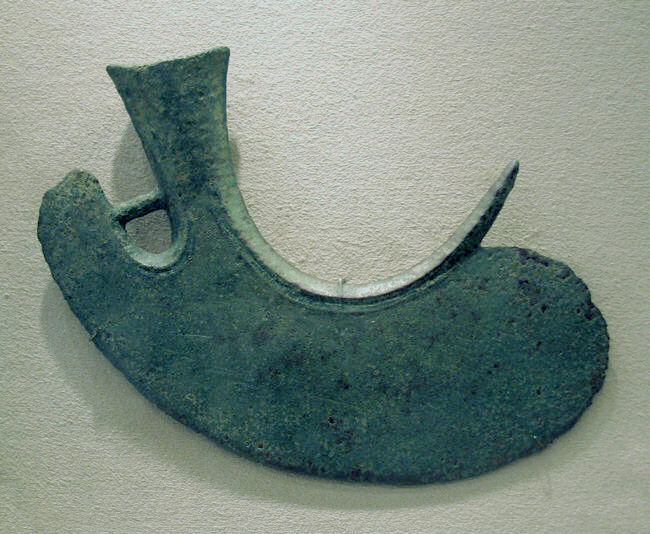
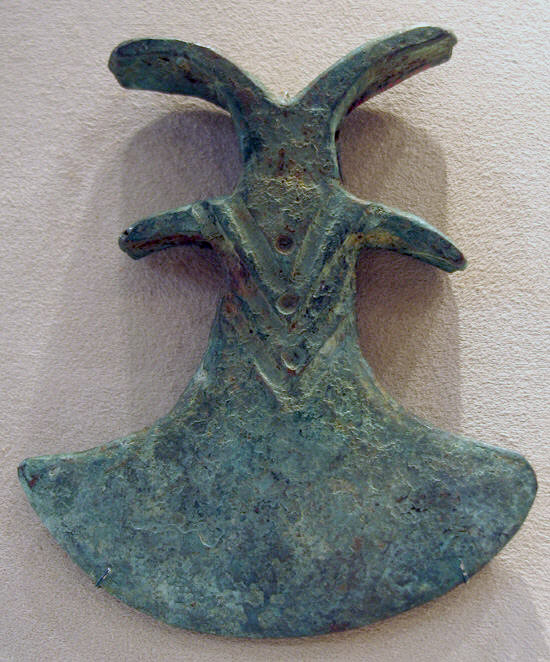
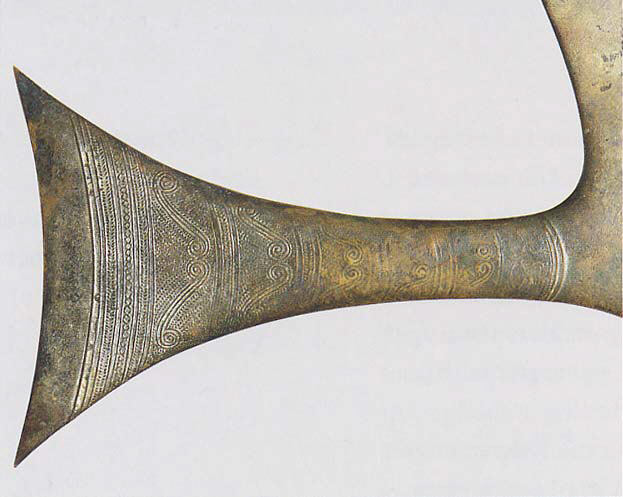
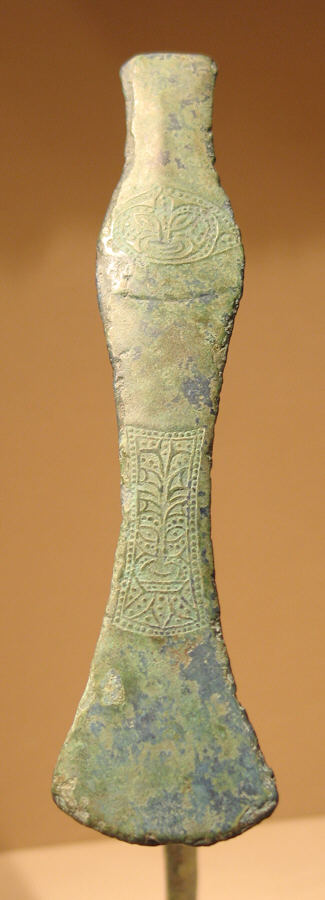
Сулавеси
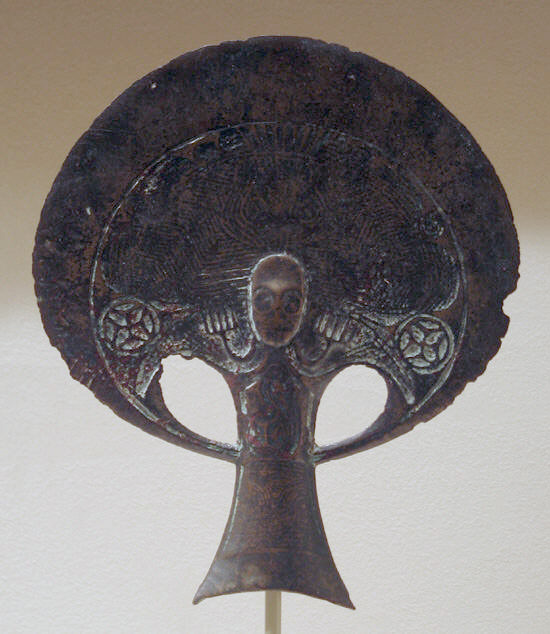
Роти
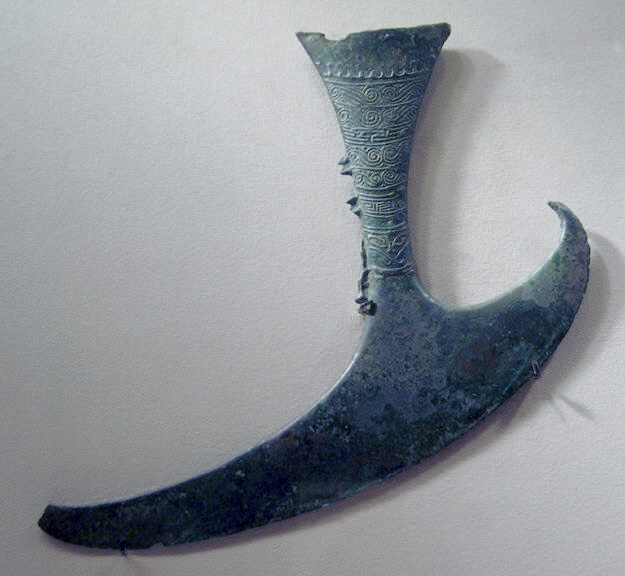
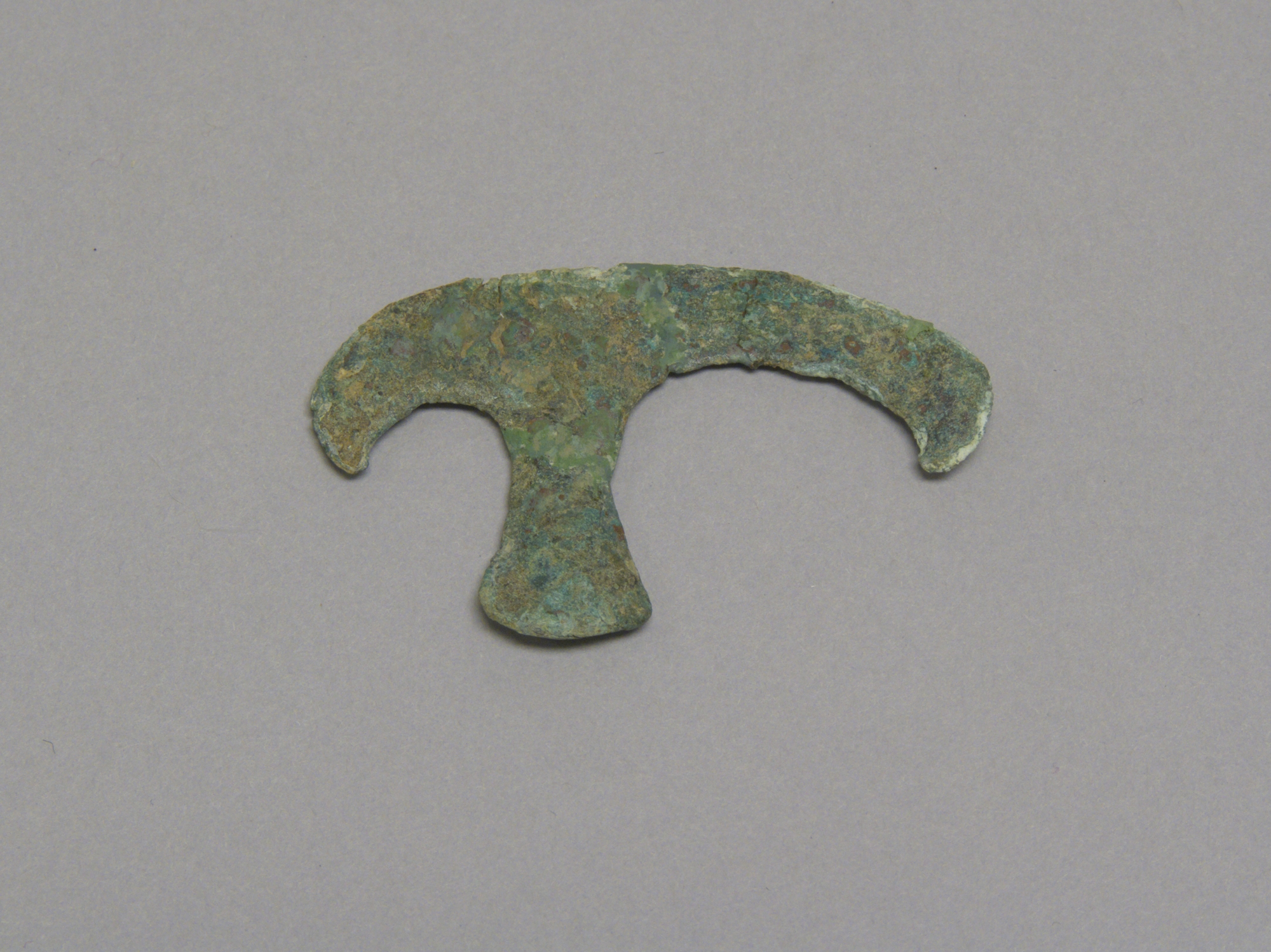
Ява